# Marlinton (Nyugat-Virginia)
Marlinton település az Amerikai Egyesült Államok Nyugat-Virginia államában, Pocahontas megyében, melynek megyeszékhelye is. Lakosainak száma 998 fő (2020. április 1.).

## Népesség
A település népességének változása:

| 2010 | 1 054 |
| 2020 | 998   |